# Густаф Хокансон
Нільс Густаф Хоканссон (15 жовтня 1885, Гельсінгборг - 9 червня 1987, Екере, Стокгольм), відомий також як "Сталевий дід", швед. Stålfarfar) - позаконкурсний учасник гонки Sverigeloppet з півночі на південь Швеції в липні 1951 року в 66-річному віці, який проїхав її швидше за всіх учасників (вік яких, за правилами гонки, не міг перевищувати 40 років).

## Життя
Хоканссон жив у районі Гантофта в Гельсінгборзі, де працював водієм автобуса, а його дружина Марія володіла кафе. У 1927 році у 42-річному віці він підкорив велосипедом північні шведські гори.

## «Шведська велогонка»
у 1951 році, у віці 66 років, Хокасон добровільно взяв участь у 1764-кілометровому велосипедному турі "Шведська велогонка" (з Гапаранди в Істад). У зв'язку з його віком організатори відмовили йому в участі, оскільки максимальний вік учасників гонки, згідно з правилами, був не більше 40 років. 
Не дивлячись на це Хокасон стартував з Гапаранди, формально не будучи учасником, через хвилину після від'їзду останнього з них, у майці з саморобним номером "0".
Тур проходив поетапно, і поки учасники спали, Хокансон міг крутити педалі без сну до трьох днів. Під час конкурсу його охрестили "Стольфарфар" (сталевий дід). Він мав довгу розпущену білу бороду, через яку він виглядав ще старшим, і організатори боялися, що люди сміятимуться з учасників перегонів. Багато газет висвітлювали його історію, і читачі всієї країни стежили за його подорожжю. 

У Седергамні поліція затримала його на декілька годин для проходження медичного огляду, котрий показав що Хокасон цілком здоровий. 
Через 6 днів, 14 годин і 20 хвилин він прибув до Істаду - на 24 години раніше інших учасників. 
Кінець гонки відсвяткували парадом з оркестром, під час котрого Хокасона несли на плечах молодики. 
Наступного дня його запросив на аудієнцію король Густав VI Адольф.

## Смерть
На момент смерті йому було майже 102 роки, а його дружині Марії, котра померла за рік до Хакансона, майже 105 років. Подружжя поховано на цвинтарі Квістофта разом із їхнім сином, що помер раніше.